# Jaderná triáda

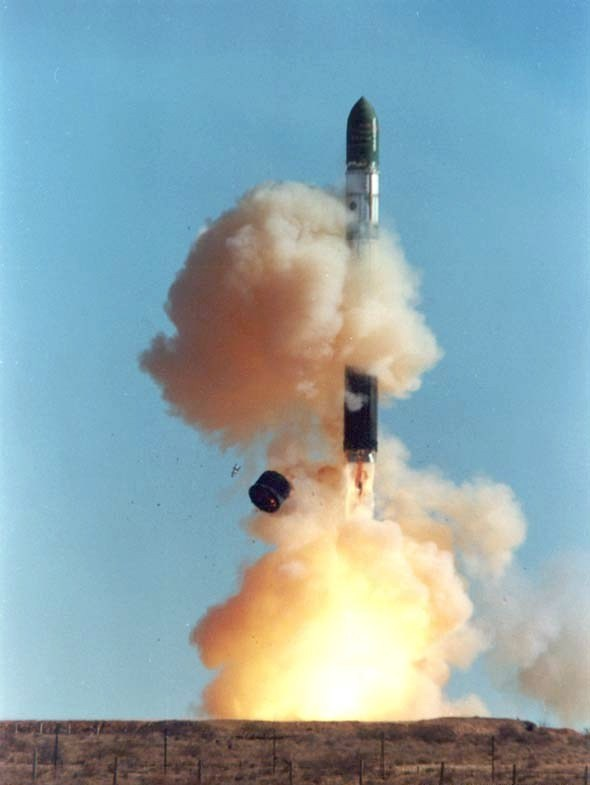
Sovětská mezikontinentální balistická střela Dněpr

Jaderná triáda je označení třísložkové jaderné výzbroje státu – na zemi, ve vzduchu a pod vodou. Je tím výrazně zvýšena pravděpodobnost, že země po napadení jadernými zbraněmi bude schopna jaderného protiúderu. Jaderná triáda tak ve svém důsledku snižuje pravděpodobnost jaderného konfliktu, protože i při překvapujícím nebo náhlém útoku a zničení jaderných zbraní na zemi má protivník ve světovém oceánu skryté ponorky schopné provést jaderný protiúder.

## Složky jaderné triády
Plnohodnotnou jadernou triádou disponují pouze ty státy, které mají schopnost odpálit jaderné zbraně ze tří platforem:
- pozemní – ze země nebo z podzemního raketového sila vystřelit mezikontinentální balistické rakety s jadernými hlavicemi,
- vzdušné – ze vzduchu svrhnout jadernou bombu nebo odpálit raketu s jadernou hlavicí pomocí strategických bombardérů,
- námořní – z vody odpálit mezikontinentální balistické rakety nebo střely s plochou dráhou letu z ponorek.[1]

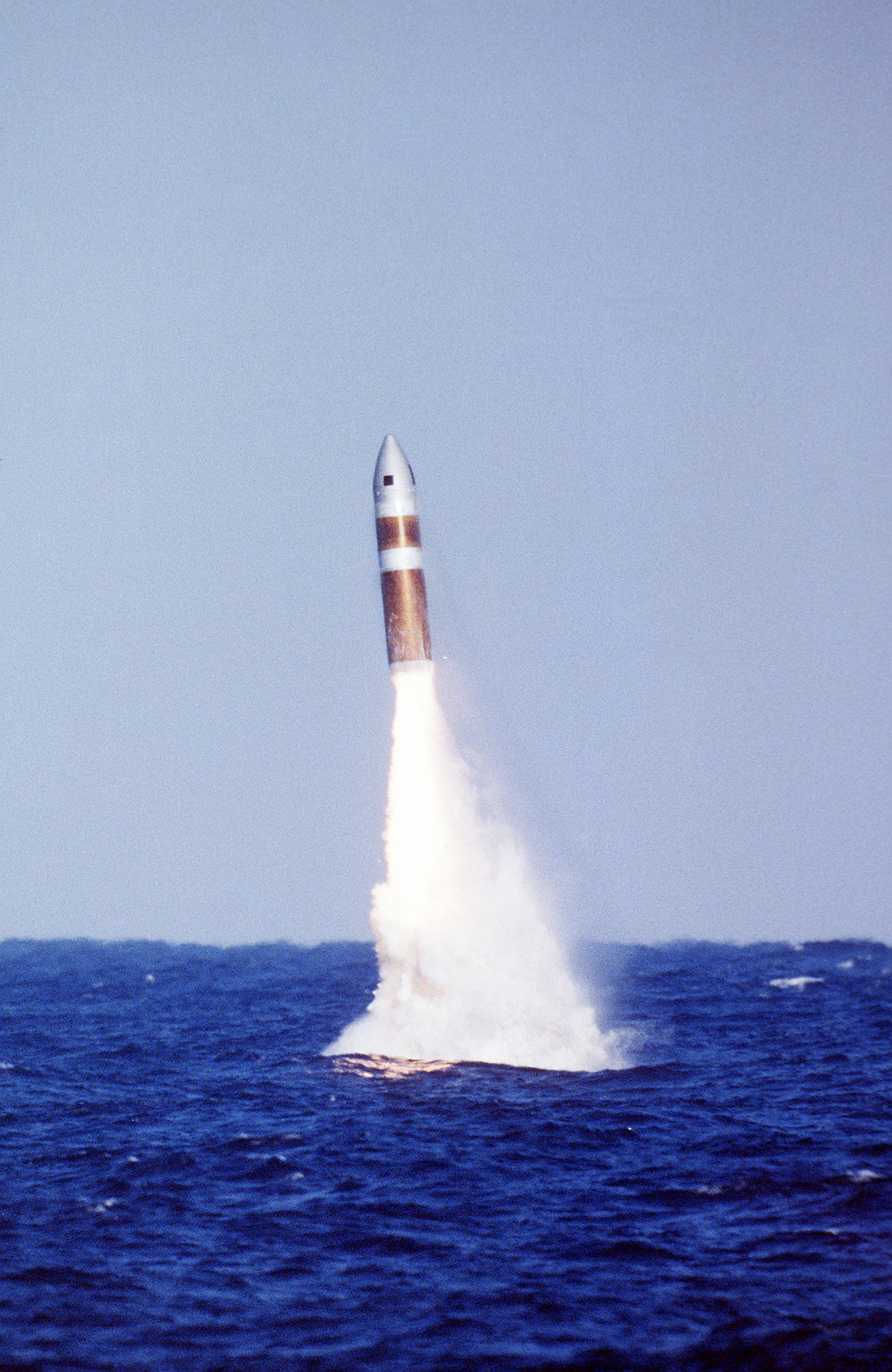
Balistická střela Poseidon C-3 typu země-země vystřelená ze strategické jaderné ponorky USS ULYSSES S. GRANT.

Jaderná triáda zvyšuje schopnost jaderného odstrašení takto vyzbrojeným státem. Zvyšuje rovněž význam vojenské doktríny zvané vzájemně zaručené zničení. Podle této doktríny by použití jaderných zbraní proti zemi rovněž vyzbrojené jadernými zbraněmi vedlo ke zničení jak útočící, tak bránící se strany. Udává se i čtvrté potenciální umístění jaderných zbraní, a to ve vesmíru. Podle mezinárodních smluv je ale zakázáno v kosmickém prostoru umisťovat, testovat nebo používat jaderné zbraně. Jedná se tak spíše o teoretickou možnost dalšího, ale nezákonného umístění.
Dlouhodobě disponují jadernou triádou dvě jaderné supervelmoci – Spojené státy americké (od roku 1959) a Ruská federace (od roku 1961, nástupnický stát Sovětského svazu). Po rozpadu Sovětského svazu v roce 1991 byly všechny jaderné zbraně umístěné v Bělorusku, Kazachstánu a na Ukrajině fyzicky převezeny na území Ruské federace a jsou pod její kontrolou.
Někdy jsou ponorky označovány jako jaderné, což určuje druh jejich pohonu, nikoliv výzbroje. Výhodou jaderného pohonu je produkce velkého množství energie. Jaderná ponorka tak může bez vynoření strávit pod vodou i několik let. Nevýhodou je hlučnost, protože nemůže vypnout čerpadla ochlazující jaderné reaktory. Z hlediska hlučnosti mají jednoznačnou výhodu ponorky diesel-elektrické.
Ponorky s mezikontinentálními raketami jsou považovány za strategickou část jaderné triády.  Mohou být skryté v mezinárodních vodách a doba letu na cíl může být ze všech složek jaderné  triády nejkratší. V závislosti na poloze ponorky se může pohybovat v řádu nižších desítek minut.
Zbraně se obecně dělí na strategické, operačně-taktické a taktické. Z hlediska flexibility, rychlosti použití a  doby letu rakety jsou výhodnější prostředky taktické a operačně-taktické. Proces odpálení je jednodušší a doba letu mnohdy nepřesahuje 10 minut. Po ukončení studené války USA i Rusko v rámci jaderného odzbrojení demontovaly jaderné dělostřelecké granáty a jaderné hlavice taktických raket, právě pro jejich potenciální nebezpečnost.

## Vývoj
Po vynálezu jaderné zbraně (projekt Manhattan) se uskutečnil první pokusný jaderný výbuch 16. července 1945 na území Nového Mexika (USA). 

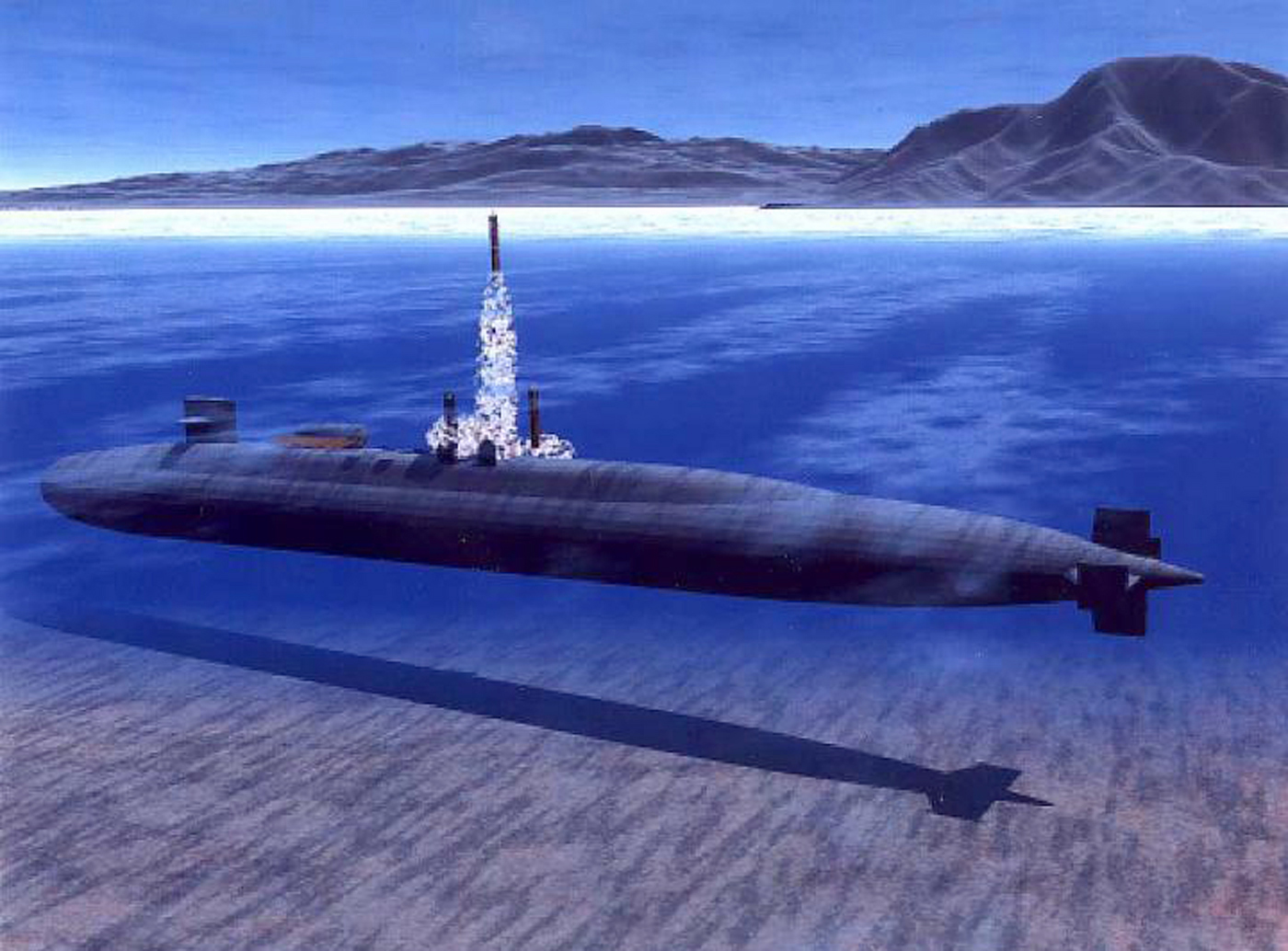
Ilustrace americké ponorky třídy Ohio, které prošly už nejsou vyzbrojeny balistickými střelami (SLBM), ale střelami naváděnými (SSGN).

Prvními nosiči jaderných zbraní se staly strategické bombardéry. Z nich byly také svrženy bomby na konci druhé světové války na Japonsko. 6. srpna 1945 svrhnul americký strategický bombardér B-29 Enola Gay bombu nesoucí 60 kg uranu-235 o síle 13 kt TNT na japonské město Hirošima a 9. srpna téhož roku svrhnul Boeing B-29 Superfortress bombu nesoucí 6,4 kg plutonia-239 o síle 21 kt TNT na japonské město Nagasaki.
Po zkonstruování a otestování balistických raket bylo možno dopravit bojovou hlavici s jadernou nebo termonukleární náloží na cíl během kratší doby a bez nutnosti vystavit svoje letadla a vojáky nebezpečí.
Koncept německé rakety V2 využili po válce USA i SSSR, a obě země vyvinuly způsob odpálení raket obdobného typu z moře. Po zkonstruování ponorek s jaderným pohonem, což je relativně malý a výkonný zdroj energie s výměnou paliva po 10 letech i více a vybavení ponorek jadernými hlavicemi, byl koncept jaderné triády na přelomu 50. - 60. let 20. století dokončen.

## Jaderná triáda USA
Spojené státy americké dokončily jadernou triádou jako první země na světě, mají ji od roku 1959, a na jejich území, ve státě Nové Mexiko, byl v rámci projektu Manhattan proveden v červenci 1945 první pokusný jaderný výbuch. 
USA disponují druhým největším jaderným arzenálem na světě. Počet jaderných hlavic je odhadován (k roku 2024) na 5040. Ne ale všechny jsou umístěny na území USA. V rámci sdílení jaderných zbraní v rámci NATO jsou umístěny i v jiných státech. Americké jaderné zbraně jsou dislokovány na pozemních základnách v Evropě. V rámci koncepce Nuclear Sharing je v Belgii, Nizozemsku, Německu, Turecku a Itálii umístěno přibližně 100 bomb B61, částečně modernizovaných na nejnovější variantu B61-12. Jako nosiče těchto zbraní slouží ve většině zemí stíhací bombardovací letouny F-35.
Pozemní složku jaderné triády USA tvoří přibližně 450 raket LGM-30G Minuteman III umístěných v podzemních silech, mají dolet až 13 000 km a mohou nést i vícehlavňové nosiče MIRV. Jaderný arzenál USA, ačkoli je modernizován, tvoří z velké části zbraně ze 70. let 20. století. Jsou ale vyvíjeny nové mezikontinentální rakety LGM35-A Sentinel nebo řízené střely AGM-181 LRSO s doletem více než 2 500 km.
Druhou složkou triády jsou termonukleární letecké pumy B61. Ty mohou být neseny podzvukovými strategickými bombardéry B-52. Ty jsou starší konstrukce, zařazeny do výzbroje už v roce 1955. Nově jsou jejich nosiči stíhací bombardovací letouny F-35. Z hlediska těžkých bombardérů mají být pro nesení těchto zbraní upraveny kolem roku 2026 i nové strategické stealth bombardéry B-21 Raider.
Třetím pilířem jaderné triády jsou ponorkové rakety Trident II. USA měly k roku 2022 18 ponorek typu Ohio. 4 jsou upraveny pro nesení konvenčních střel Tomahawk, z ostatních 14 může každá nést až 24 jaderných mezikontinentálních balistických střel.

## Jaderná triáda Ruska
Jadernou triádu dobudoval tehdejší Sovětský svaz v roce 1961.
Rusko je zemí s nejvyšším počtem jaderných hlavic na světě. Ačkoliv je jejich počet státním tajemstvím, existují relevantní odhady, a to od 5580 po 6475 kusů (k roku 2024).
Velitelství strategického bombardovacího letectva v Moskvě disponuje přibližně (rok 2022) 150 letadly, z toho 76 dálkovými bombardéry včetně nadzvukových strategických bombardérůTu-160 a Tu-95SM, které mohou nést řízené střely s plochou dráhou letu Ch-55 a Ch-65. Tyto střely jsou ale starší a jsou postupně nahrazovány střelami Ch-101 a Ch-102. Strategické letectvo působí na základnách Engels-2, Ukrajinka a Belaja. Mezi bombardéry, které nepodléhají Velitelství strategického bombardovacího letectva patří letouny Tu-22M. Tento stroj však může plnit obdobné úkoly jako Tu-160, ale s menším doletem. Rozkazy vydává příslušný velitel základny.
Pozemní síly jaderné triády jsou rozděleny na strategické jaderné síly a tři raketové armády. Strategické jaderné síly mají velitelství dislokováno v Kuncevu u Moskvy, záložní u Kosvinského Kamene na Urale. Dále jsou to potom:
- 27. raketová armáda s velitelstvím ve Vladimiru v Západním vojenském okruhu disponuje desítkami raket SS-25 Topol, SS-27 Topol-M, deseti odpalovacími podzemními sily s jadernými hlavicemi, 18 systémy Jars a 30 sily s raketami UR-100N,
- 31. raketová armáda s velitelstvím v Rostoši v Západním vojenském okruhu disponuje 18 sily s komplexy R-36 Satan a 24 systémy Jars,
- 33. raketová armáda s velitelstvím v Omsku ve Středním vojenském okruhu disponuje 36 raketami SS-25 Topol a 21 systémy Jars.[4]

Další raketovou výzbroj tvoří 200 již zastaralých raket 9K79 Točka a novějších 9K720 Iskander. Maximální rychlost raket Iskander dosahuje Mach 7. V terminální fázi letu jsou schopné manévrovat s přetížením 30 G, což usnadňuje průnik nepřátelskou PVO. Hlavice mají naváděcí systém s koncovým navedením podle navigačního systému GLONASS. Kruhová odchylka od cíle je max. 5–7 metrů.
Většina taktických raket se vyskytuje v prostoru Kaliningradské oblasti v Západním vojenském okruhu, kde jsou dislokovány odpalovače raket s plochou dráhou letu 9M730 Burevestnik. K roku 2022 disponovalo Rusko 330 nosiči mezikontinentálních balistických raket ICBM s celkovou kapacitou 1677 jaderných hlavic. Některé z balistických střel mohou nést až 10 jaderných hlavic naráz. Jaderné hlavice dopadají na cíl rychlostí 4000 m/s. Do roku 2021 se sériově vyráběly komplexy se střelami RS-28 Sarmat (nově vyvinutý typ mezikontinentálních raket vypouštěných z podzemních sil). Armáda disponuje i hypersonickým systémem RS-26 Rubež s menší mezikontinentální střelou.
Ruská námořní flotila (ponorková i lodní) disponuje minimálně 13 jadernými ponorkami schopnými odpalovat balistické střely SLBM. Jde to typy R-29RM (dolet 8 300 km), R-36 (3 900 km), R-29RMU Siněva (11 500 km) a RSM-56 Bulava (dolet 10 000 km). V roce 2014 dostala armáda do výzbroje nový systém R-29RMU2 Lajner a doletem až 12 000 km.
Výcviková centra raketových vojsk se nachází v kazachstánském Bajkonuru a v Serpuchovu v Moskevské oblasti. Oblast Bajkonuru je vyklízena a zařízení se přemisťuje na kosmodrom Vostočnyj. Na kosmodromu Bajkonuru se nacházejí řídící systémy z 80. let 20. století a většina systémů už je nekompatibilní s novou technikou. Zkušební raketové střelnice se nacházejí v obci Kapustin Jar (jihozápadně od Volgogradu) a na vojenském kosmodromu Plesecku.
Typy ponorek ve výzbroji:
- Projekt 949 Granit a Projekt 949A Antej – starší typy nesoucí protilodní jaderné střely,
- třída Severodvinsk (odhad 10ks), schopny nést střely Lajner, mají systém nosičů pro 14 střel s plochou dráhou letu typu 3M-54 Kalibr,
- třída Delta je ve výzbroji od 70. let 20. století (odhad 11 ponorek) a tvoří i v současnosti (rok 2022) páteřní ponorkové síly s velitelstvím v Severodvinsku, třída Delta IV disponuje nosiči čtyř raket R-29M, třída Delta III –nosnost tří raket typu R-29 s jadernou hlavicí,
- ponorky třídy Projekt 955 Borej (ve výstavbě, ale už i ve výzbroji) – kapacita 6 raket Bulava s jadernou hlavicí,
- ponorné čluny třídy Severodvinsk – nesou 8 vertikálních odpalovacích zařízení pro rakety Kalibr (vývoj a výroba rok 2025),
- robotická ponorka Status-6 s jadernou výzbrojí, (rok 2025 zatím ve vývoji).

## Jaderná triáda Číny
Plnohodnotnou jadernou triádu dobudovala Čínská lidová republika v roce 2007. Po roce 2000 výrazně zvýšila její kapacitu a tím i princip jaderného odstrašení.
První jaderný test uskutečnila Čína v roce 1964. Ve 20. století ale ještě nepatřila k jaderným velmocem. Disponovala řádově desítkami jaderných hlavic a hlavně byla bez zásadní součásti triády – jaderných ponorek. Čína se sama považovala za jadernou mocnost od roku 1964, ale status jí byl oficiálně potvrzen až v roce 1970, kdy vstoupila v platnost Smlouva o nešíření jaderných zbraní. Čínská vojenská doktrína byla tehdy postavena na minimálním jaderném odstrašení, takže jí stačilo vlastnit relativně málo aktivních jaderných zbraní. Situace se ale od přelomu století výrazně změnila.
V roce 2025 disponovala Čína asi 600 jadernými zbraněmi a odhady hovoří o 1500 kusech v roce 2035. Meziročně se jejich počet zvyšuje o 100 ks, což je nejvyšší procentuální růst na světě. Většina arzenálu je nová nebo téměř nová. Rusko a USA mají část svého arzenálu již vysloužilého. Důkazy jaderného rozmachu se začaly objevovat v letech 2021 až 2023, kdy americké nevládní organizace pomocí satelitních snímků zjistily, že Čína buduje nová sila na uskladnění a odpalování balistických raket, přičemž odhad se pohybuje mezi 300-350 jadernými sily, přičemž dosavadní informace hovořily řádově o desítkách sil.
Jaderné ponorky se strategickými balistickými jadernými raketami dokončila Čína v roce 2007. Jejich vývoj začal v 70. letech 20. století ponorkami typu 091 (třída Han), které byly na přelomu tisíciletí nahrazovány útočnými ponorkami typu 093 (třída Shang). Typ 093 byl zařazen do výzbroje v roce 2000. Následující varianty, zejména 093B, byly vybaveny vertikálními odpalovacími systémy pro několik typů řízených střel. Navíc má ponorka 093B prodloužený trup pro zmírnění akustické stopy, pokročilé senzory, a je pravděpodobně přechodem k ponorce nové generace typu 095. Typ 093B byl spatřen v čínské loděnici Huludao s celou jadernou ponorkovou flotilou v roce 2025. Používá také tryskový pohonný systém místo lodního šroubu, což přesně kopíruje současné trendy v konstrukci jaderných ponorek. Konfigurace zahrnující 12 až 24 šachet naznačuje, že ponorka může být vyzbrojena protilodními řízenými střelami, střelami s plochou dráhou letu i balistickými raketami. Od roku 2022 postavila Čína až osm ponorek tohoto typu, což převyšuje výrobu za poslední tři desetiletí. Jsou vyzbrojeny střelami YJ-18 s podzvukovým režimem ale nadzvukovou terminální fází letu a dosahem až 540 kilometrů. Mezi další výbavu patří řízené střely CJ-10 s dosahem 1 500 kilometrů.
Čína oficiálně představila hypersonickou protilodní balistickou střelu YJ-21 s dosahem 1 500 kilometrů s rychlostí mezi 6 a 10 Machy. Pokud by tato střela byla nasazena u ponorek 093B, významně by rozšířila čínské úderné schopnosti. Podle Mezinárodního institutu pro strategická studia dosáhlo čínské námořnictvo v roce 2024 více než 50 % palebné síly amerického námořnictva v počtu vertikálních odpalovacích šachet.
Rychlý rozvoj čínského jaderného arzenálu je vysvětlován z části rusko-ukrajinským konfliktem, ale hlavně potřebě se vojensky vyrovnat jaderným armádám Ruska a USA. Čína také zvyšuje schopnost vyrábět plutonium. V roce 2023 (v rámci snižování závislosti na uhlí) otevřela novou generaci provozů schopných produkovat plutonium použitelné i pro vojenské účely.
Čína paradoxně vystupuje jako významný zastánce nešíření jaderných zbraní a ke snížení jejich počtu opakovaně vyzývala USA i Rusko. Podle její vojenské strategie své jaderné kapacity využije jen k mírovým účelům a nehodlá nikdy zbraně použít jako první. I přes válku na Ukrajině a rozsáhlé ruské jaderné kapacity, mají USA ve své vojenské bezpečnostní strategii Čínu jako svého hlavního geopolitického protivníka a hlavní hrozbu pro svou bezpečnost.
Od roku 2007 disponuje Čína také střelami Dongfeng-41, které mohou nést až několik jaderných hlavic současně. Čínské strategické bombardovací letectvo využívá starší letadla Xian H-6 odvozenými od Tupolevů Tu-16, které Čína vyráběla pod ruskou licencí na svém území. Čínský Xian H-6 vzlétnul poprvé v roce 1959. Byla to prakticky identická kopie sovětského Tu-16, který byl v té době stále moderním středním strategickým bombardérem. Čína se snažila nezávisle na Sovězském svazu letoun vylepšovat a začaly tak vznikat nové varianty, např. H-6A vyvinutý jako nosič jaderných bomb a průzkumný H-6B. V 80. a 90. letech vznikla řada dalších verzí H-6E/F/G/M. Přelomovým byla přeměna strategického bombardéru pro nošení řízených raket, z H-6 se tak stal raketonosný bombardér schopný útočit na pozemní i námořní cíle. Číňané se pro tento účel původně snažili získat ze Sovětského svazu nadzvukový bombardér Tupolev Tu-22, ale neúspěšně. Číňané se proto rozhodli pokračovat v modernizacích typu H-6. Kromě integrace výkonnějších zbraňových systémů v podobě protiradarových, případně protilodních střel, vyvinuli variantu sloužící jako vzdušný tanker. Jednotlivých tankovacích verzí HY-6/U/D/DU je několik. Nejmodernější verzi letounu H-6K představila Čína v roce 2010. Původní čínské proudové motory WP-8 byly nahrazeny za dvouproudové ruské motory D-30KP-2 s vyšším tahem a nižší spotřebou. Poslední modernizace dělají z H-6K střední bombardér schopný operovat v celé oblasti kolem Číny a využívat při tom aktuálních zbraňových systémů. Parametry jsou konkurenceschopné – maximální rychlost přes 1050 km/h a dolet 6 000 kilometrů. Čína už vyvíjí nový strategický bombardér kategorie stealth a první kusy jsou v provozu. Žádný z nových čínských letounů zatím nemá oficiální označení (2024).
Zvýšená kapacita jaderného arzenálu Číny znepokojuje některé západní státy z důvodu možného konfliktu s Tchaj-wanem. Tchaj-wan považuje Čína za svoje území. Po roce 2022 se rozšířila rusko-čínská vojenská kooperace.

## Jaderná triáda Indie
Indie dokončila jadernou triádu v roce 2017.
V roce 2025 se Indie umístila na 4. místě globálního indexu vojenské síly. Její regionální rival Pákistán, se kterým Indie vede časté teritoriální spory o území Kašmíru, je podle stejného indexu až na 12. místě. Obě země mají jaderné zbraně, ale Pákistán nedisponuje jadernou triádou. Odhaduje se, že Indie má 170 jaderných hlavic (2025), což je shodný počet, jaký je odhadován pro Pákistán.  Jadernou doktrínou Indie je nepoužít jadernou zbraň jako první. Některé zdroje uvádějí, že za vlády premiéra Naréndra Módího, je tato doktrína zlehčována.
První část indické jaderné triády tvoří strategické balistické rakety. Indie má rozsáhlý vývoj balistických raket schopných nést jaderné hlavice. Vyvíjí střely krátkého dosahu označované Prithvi a středního až dlouhého dosahu označované Agni. Ve spolupráci s Ruskem vyvíjí hypersonické zbraně a střely s plochou dráhou letu BrahMos.
Druhou část jaderné triády tvoří Indické vzdušné síly disponující 1500 letadly, z toho až 750 stíhacími a útočnými. Kromě letounů Mirage 2000, které standardně nejsou schopny nést jaderné zbraně disponuje indické letectvo francouzskými stíhačkami Rafale schopnými nést taktické jaderné zbraně vzduch-země. Obdobné schopnosti má ruský stíhací letoun Suchoj-Su30MKI a britsko-francouzský nadzvukový letoun Jaguar. Stíhačky Rafale pomocí přesných zbraní dlouhého doletu vzduch-země mohou podniknout přesné údery. K letounům Rafale mají k dispozici i střely s plochou dráhou letu Storm Shadow s doletem až 560 km.
Třetí část jaderné triády tvoří balistické rakety odpalované z jaderných ponorek. Počet jaderných ponorek indického námořnictva k roku 2025 dosáhl 18 kusů.
První a nejstarší je třída Arihant. Stavba první ponorky začala v roce 1998, spuštěna na vodu byla v roce 2009 a v roce 2016 převzalo ponorku Indické námořnictvo.  Od roku 2017 potom dotvořila oficiálně jadernou triádu. Ponorka Arihant má výtlak 6000 t, reaktor CLWR-B1 o výkonu 85 MW určený pro vysoce obohacený uran. Oproti reaktorům, které používají nízkoobohacený uran jsou výkonnější, potřebují menší množství paliva a jsou kompaktnější. Na hladině dosahují rychlosti 28 km/h, pod vodou 44 km/h, posádku tvoří 95 námořníků. Ve výzbroji má torpédy i rakety, z nichž dvanáct je balistických K-15 Sagarika s doletem 700 km, které mohou nést jaderné hlavice. Disponuje rovněž střelami s plochou dráhou letu. Arihant vznikla jako kopie jaderné ponorky Projekt 670, kterou si Indie pronajala od Sovětského svazu v roce 1987. Těchto ponorek se postavilo 5. Po roce 2020 jsou nahrazovány novými střelami K-4 Shaurya.
Další ponorka třídy Arihant (S2) má kromě SLBM šest torpédometů a až 30 torpéd ráže 533 milimetrů. Dále čtyři vertikální šachty pro SLBM K-15 nebo K-4. Pojme až 12 raket K-15 Sagarika/Shaurya. Sagarika je ve výzbroji od roku 1990 a na vzdálenost 700 kilometrů dopraví 500 až 800 kg hlavici. Může nést jadernou hlavici neznámé síly. Shaurya je novější verzí s dosahem 3500 kilometrů.
Tyto ponorky tvořily základ postupně budované indické ponorkové flotily. Ponorky třídy Arihant mohou být vyzbrojeny 24 raketami K-15 nebo 8 střelami K-4. Indické námořnictvo uvedlo do provozu druhou jadernou ponorku (S2) s balistickými raketami SSBN třídy Arihant.
Ponorka třídy INS Arighaat (S3) představuje modifikovanou verzi ponorky INS Arihant. SSBN jsou často považovány za nejdůležitější část jaderné triády, protože umí odpálit rakety z neznámých pozic. Poskytují tak robustní schopnost druhého odvetného úderu. To výrazně zvyšuje odstrašující potenciál daného státu. Ponorku INS Arighaat tvoří balistické rakety K4 s doletem až 3500 kilometrů. Indie po dokončení vývoje K-4 začala pracovat na výkonnější SLBM K-5 s doletem 5000 až 6000 kilometrů a K-6 s doletem 8000 až 12 000 kilometrů. Střely K-5 a K-6 jsou určeny pro novou třídu ponorek S5. Hmotnost bojové hlavice K-4 a K-5 je odhadována na 2000 kilogramů. U K-6 3000 kilogramů. Současně probíhá stavba třetí třídy ponorek INS Aridhaman (S4). Ta byla spuštěna na vodu v roce 2021, zahájení námořních testů proběhlo v roce 2025. Má výtlak 7000 tun a délku 130 metrů. Díky nové raketové sekci se výzbroj zdvojnásobí na 24 K-15 nebo osm K-4.
Práce na nejnovější ponorce S5 začaly v roce 2015 a začátek stavby v roce 2021. Počítá se s výstavbou minimálně tří ponorek této třídy. S5 o výtlaku 13 500 tun. Dostanou jaderný reaktor o výkonu 150 až 190 MW. Výzbroj S5 budou tvořit rakety K-5 a K-6. Každá raketa ponese až šest manévrujících jaderných hlavic MIRV.
Ponorky INS Arihant, INS Arighaat a INS Aridhaman dostala jména podle různých sanskrtských slov označujících zničení nebo překonání nepřátel. Práce probíhají i na projektu třídy ponorek Chakra III a do roku 2030 by měla mít Indie ponorkovou flotilu rozsahu, který umožní jaderné odstrašení Pákistánu i Číny.

## Jaderná triáda Izraele
Izrael oficiálně nepotvrzuje ani nevyvrací, zdali vlastní jaderné zbraně. Předpokládá se však, že plnou jadernou triádou disponuje přinejmenším počínaje 21. stoletím. Ta ale byla již pravděpodobně kompletní poté, co izraelské vojenské námořnictvo v roce 1999 získalo první z šesti diesel-elektrických ponorek třídy Dolphin.
Stále neexistují spolehlivé informace o tom, jestli Izrael provedl jaderný test. Je ale pravděpodobné, že zkoušku s cílem prověřit fungování vlastních jaderných kapacit nejspíše uskutečnil mezi roky 1963–1966 jako podzemní test v Negevské poušti. Mohlo jít o test implozního mechanismu bomby s nulovým výbušným ekvivalentem.
Když 6. října 1973 propukla Jomkipurská válka, Izrael již pravděpodobně vlastnil poměrně velký jaderný arzenál v podobě leteckých pum a hlavic pro balistické střely Jericho. Podle některých tvrzení v říjnu 1973 už letouny F-4E Phantom II s jadernými pumami stály na vzletových dráhách a čekaly na rozkaz zasáhnout syrské tankové síly na Golanských výšinách a střely Jericho byly připraveny k odpálení na Damašek a Káhiru. Nicméně Izraelci i Američané měli tehdy obavy, že by Egypt mohl mít sovětské jaderné hlavice pro balistické střely Scud. Tato podezření se sice nepotvrdila, ale strach z propuknutí jaderné války na Středním východě byl mezi tehdejšími politiky reálný.
Izrael sledoval snahy arabských zemí vyvinout jadernou zbraň a příležitostně sahal i ke krokům s cílem tomu zabránit, např. nálet na irácký jaderný reaktor v roce 1981. Pokračoval také provoz střediska Dimona, kde se dle některých zdrojů rozběhla soustava odstředivek pro obohacování uranu, která znamenala další snížení závislosti izraelského jaderného programu na zahraniční podpoře. V této době vznikla i druhá generace jaderných hlavic, které se vyznačují menšími rozměry, a mezi kterými mohou být i termonukleární a neutronové zbraně. Stalo se tak s tichým souhlasem a za utajené pomoci řady západních států, ale bez mediální pozornosti. To se změnilo 5. října 1986, kdy v britských novinách The Sunday Times vyšel rozsáhlý článek o historii a kapacitách izraelského jaderného programu. Zdrojem informací byl izraelský jaderný technik Mordechaj Vanunu, který dlouhé roky pracoval ve středisku Dimona. Postupně se stal velkým kritikem zahraniční a bezpečnostní politiky Izraele a začal uskutečňovat „špionáž na vlastní pěst“, která kulminovala publikací tohoto novinového textu.
Odhady počtu izraelských zbraní jsou k roku 2025 100 až 200 kusů. Některé zdroje uvádějí že by mohl vlastnit štěpný materiál uran-235 a plutonium-239 pro výrobu až 400 hlavic.
Pozemní složky izraelské jaderné triády, reprezentují nové typy balistických střel řady Jericho, zejména Jericho 2 s dosahem okolo 1 500 km a Jericho 3, kdy se odhaduje mezikontinentální dosah, tedy přes 5 500 km. Izrael k roku 2025 vlastnil mezi 25 a 50 těchto střel, které se nacházejí na základně Sdot Micha. 
Vzdušnou složku triády tvoří letecké pumy, k jejichž nesení slouží nadzvukové stroje F-16I Sufa a F-15I Ra‘am. Jadernou funkci zřejmě má rovněž letoun páté generace F-35I Adir.
Třetí složku reprezentuje šest ponorek třídy Dolphin, jak se jmenuje specifická izraelská verze německých ponorek Typ 209/212, která může vypouštět i střely s plochou dráhou letu s doletem přes 1 500 km. Izrael si v Německu objednal i stavbu tří nových ponorek třídy Dakar, jež by měly nahradit starší trojici „delfínů“ a které ponesou i balistické rakety.

## Země bez kompletní jaderné triády
V Evropě (nepočítáme-li Ruskou Federaci) jsou dvě jaderné mocnosti Velká Británie a Francie. Ani jedna z těchto zemi nedisponovala k roku 2023 jadernou triádou. Velká Británie má (k roku 2024) 225 jaderných zbraní, Francie 290.
Velká Británie má z jaderné triády pouze ponorky. Čtyři strategické jaderné ponorky – HMS Vanguard, HMS Victorious, HMS Vigilant a HMS Vengeance, přičemž každá může nést 16  mezikontinentálních jaderných střel Trident II.
Francie disponuje mezikontinentálními balistickými střelami M51.3, které nesou čtyři jaderné ponorky Le Triomphant, Le Téméraire, Le Vigilant a Le Terrible, které vstoupily do služby během let 1997 až 2010. Francie zahájila program výstavby čtyř ponorek nové generace SNLE 3G, které budou postupně vstupovat do služby od roku 2035. Nové ponorky mají mít stealth schopnost, zejm. minimální hlučnost, délku 150 metrů a výtlak 15 tisíc tun. Posádku by mělo tvořit 110 námořníků a každá z ponorek by měla sila s 16 raketami – pravděpodobně mezikontinentálních balistických střel M51.3 s až 10 jadernými hlavicemi o síle 100 =. Ponorky by měly být vyzbrojeny i 4 torpédomety. 
Druhým pilířem je francouzské letectvo. To disponuje strategickými i taktickými střelami ASMP-A nesené stíhacími letouny Rafale. Střely ASMP-A mají dolet více než 500 km a létají rychlostí přesahující Mach 3. Francie pracuje i na hypersonické střele ASN4G, která bude dosahovat rychlosti Mach 8 s doletem přes 1000 km. Francouzská jaderná doktrína umožňuje použití jaderných zbraní jako „poslední varování“. Takový úder má způsobit relativně malé škody a kontaminaci, ale zároveň demonstrovat připravenost Francie použít svůj jaderný arzenál.
KLDR udržuje informace o svém jaderném programu v přísném utajení. Vydává ale na zbrojení až čtvrtinu svého HDP a podle informací USA nebo Jižní Koreji může mít až 60 jaderných hlavic. OSN v červenci 2020 uvedla, že KLDR disponuje miniaturními náložemi, takže může použít na svých balistických raketách jako jaderné hlavice. Balistická raketa Hwasong-15, která je schopna dosáhnout území USA, by tak představovala pro USA reálnou hrozbu. Zpráva americké armády zmiňuje, že vůdce KLDR Kim Čong-un byl svědkem osudu libyjského plukovníka Muammara Kaddáfího a „nechce, aby se něco podobného stalo v Severní Koreji“. Kaddáfí se po americké invazi do Iráku vzdal vývoje zbraní hromadného ničení, což Západ ocenil, ale za arabského jara podpořil vzbouřence, kteří ho svrhli a zavraždil. Země je od té doby rozdělená a zmítaná chaosem. KLDR buduje svůj jaderný potenciál stavbou jaderné ponorky (informace se objevují od roku 2023). Jadernou triádou ale nedisponuje, nevlastní bombardéry schopné nést jaderné střely.

## Zranitelnost technologií v kosmickém prostoru
Ve vysílání technologií do kosmu dosahuje Čína po roce 2020 velmi rychlého pokroku. V mnoha způsobech opakuje to, co v minulosti udělaly a vyslaly na oběžnou dráhu USA a Rusko.
Samotný život v Číně dnes do značné míry závisí na technologiích na oběžné dráze kolem Země. Nepoužije tak pravděpodobně jadernou zbraň plošně ničící satelity, jakou by ale mohla disponovat nedávno vypuštěná ruská družice. Život v USA, podobně jako v Číně, také značně závisí na technologiích a zařízeních v kosmu. Z těchto tří supervelmocí je to Rusko, jehož běžné fungování nejméně závisí na v kosmu instalovaných technologiích. Rusko je kontinentální mocnost, a více tak využívá přenosu informací pomocí optických kabelů. Instalace jaderných zbraní na oběžné dráze kolem Země je mezinárodními smlouvami zakázána. Jedná se tak o pouze teoretickou úvahu.